# بكورا
بكورة أو بكورا هي قرية لبنانية من قرى قضاء الضنية في محافظة الشمال.
- المساحة : 757 هكتار، وهذه المساحة مجموعة مع مساحة بلدة نمرين، حيث ان (بكورا) تابعة عقاريا وبلديا لتلك البلدة.